# Sphaeralcea ambigua

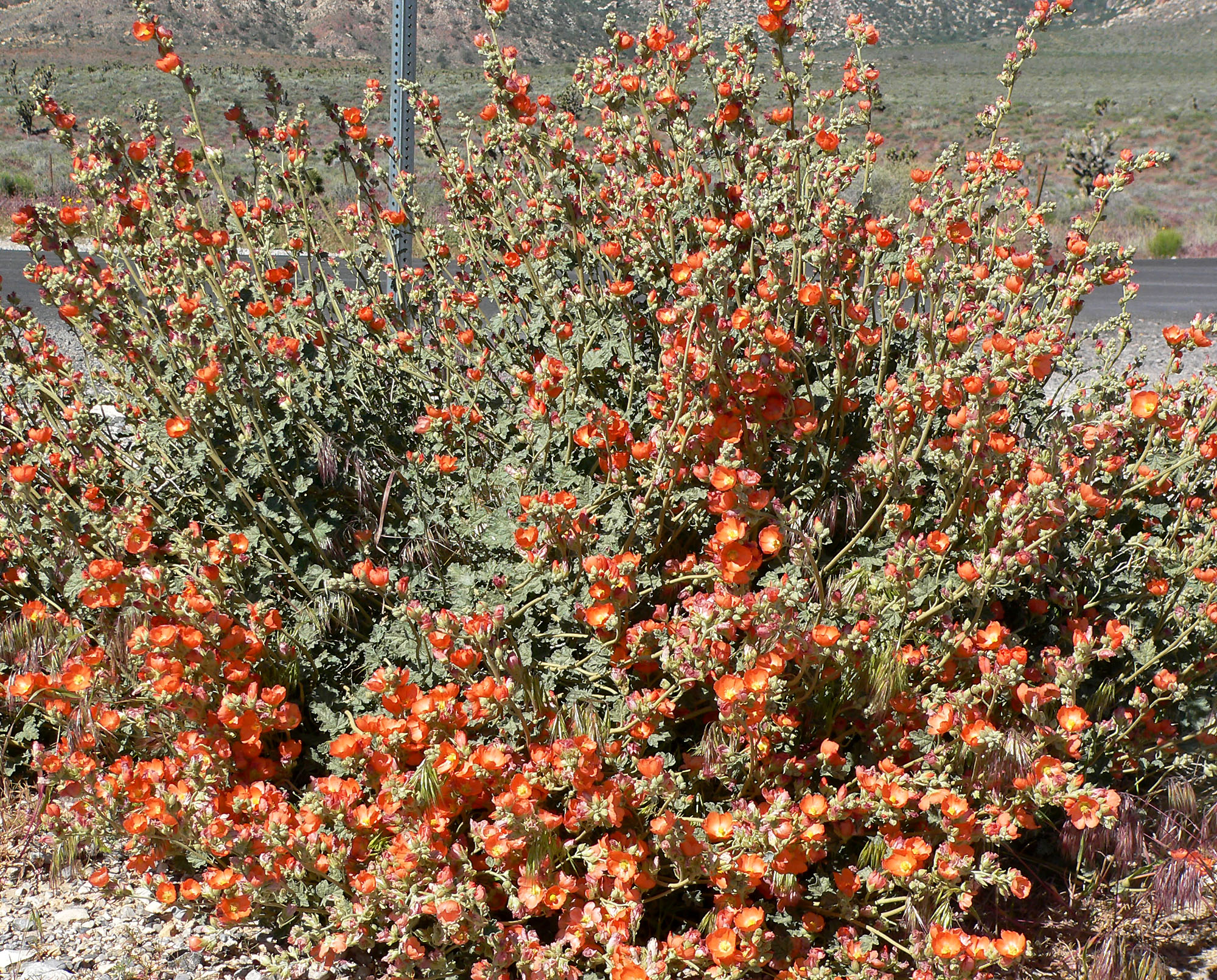
Vista de la planta

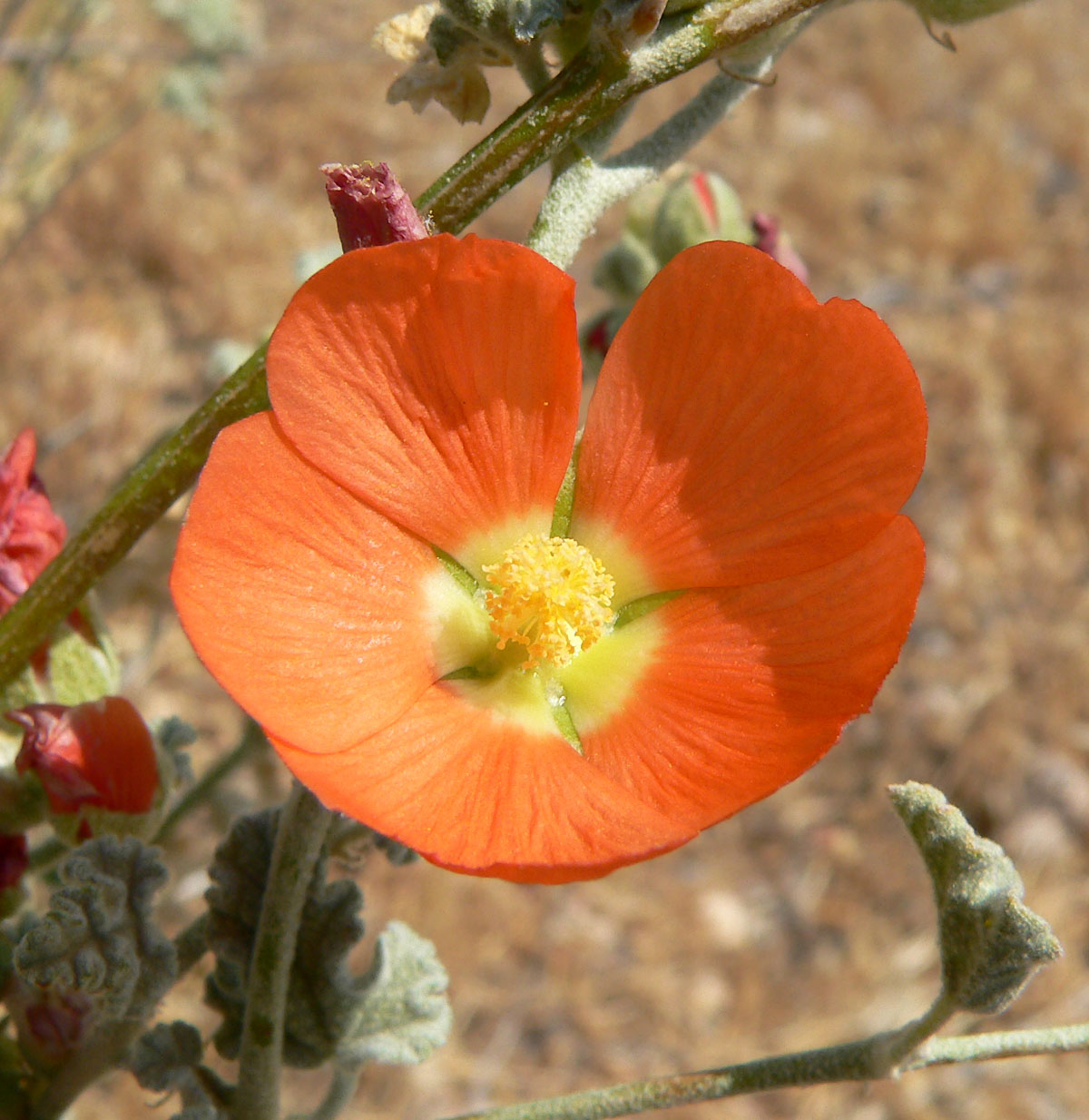
Detalle de la flor

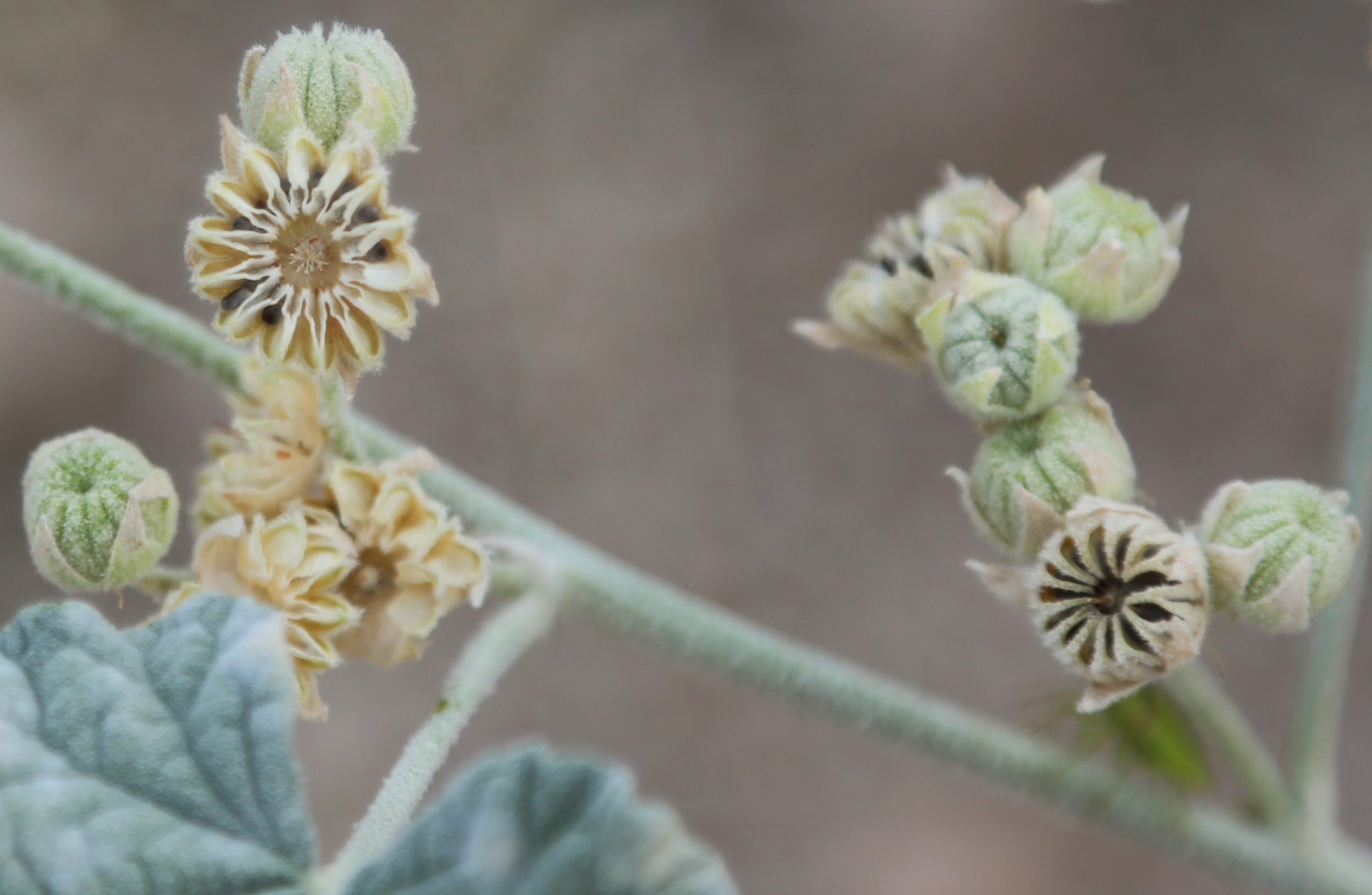
Frutos

Sphaeralcea ambigua, comúnmente llamada malva del desierto, es una planta de la familia de las malváceas, nativa de Norteamérica.

## Descripción
Es un arbusto pubescente muy ramificado, de alrededor de 1 m alto. Las hojas pecioladas son más o menos triangulares, simples o escasamente lobuladas, con venación palmada, de base cordada o truncada y margen crenulado. La inflorescencia es una panícula axilar abierta de pocas flores muy vistosas, de pétalos color anaranjado vivo, rara vez lila o blanco. El fruto es un esquizocarpio globoso, con numerosos mericarpios que contienen dos semillas cada uno. Puede encontrarse en flor todo el año, sobre todo en primavera.

## Distribución y hábitat
Es una especie nativa de las zonas de clima árido del oeste de Norteamérica. Se distribuye por Estados Unidos (Utah, Nevada, Arizona y California) y México (Baja California y Sonora). Prospera sobre suelos alcalinos, arenosos o arcillosos, en ecosistema de chaparral y matorral micrófilo. También puede encontrarse como ruderal en zonas antropizadas (orillas de caminos, lotes baldíos etc.).

## Taxonomía
Sphaeralcea ambigua fue descrita en 1887 por Asa Gray en Proceedings of the American Academy of Arts and Sciences 22: 292.

### Etimología
Sphaeralcea: nombre genérico que significa "malva globosa", en alusión a la forma del fruto; del griego sphaera "esfera" y alkea "malva" (compárese con el género Alcea).
ambigua: epíteto latino que significa "incierta", "dudosa" o "ambigua".

### Sinonimia
- Sphaeralcea ambigua var. keckii Munz
- Sphaeralcea ambigua var. pulchella Jeps.
- Sphaeralcea macdougalii Rose & Standl.[6]

### Taxones infraespecíficos
- Sphaeralcea ambigua subsp. monticola Kearney
- Sphaeralcea ambigua var. rosacea (Munz & I.M.Johnst.) Kearney
- Sphaeralcea ambigua var. rugosa (Kearney) Kearney
- Sphaeralcea ambigua var. versicolor (Kearney) Kearney[6]

## Usos
Dada la belleza de sus flores, así como su tolerancia al calor extremo y a la sequía, la malva del desierto se usa como planta ornamental en xeropaisajismo en su zona de distribución de origen. En el jardín, requiere de un lugar de abundante sol y un suelo bien drenado. Sus flores atraen a especies nectarívoras, por lo que también es adecuada para jardines para polinizadores. Al ser una especie pionera, también se ha empleado para renaturalizar espacios perturbados, como minas abandonadas, zonas incendiadas etc.